# Норт Фалмат (Масачусетс)
Норт Фалмат (енгл. North Falmouth) насељено је место без административног статуса у америчкој савезној држави Масачусетс.

## Демографија
По попису из 2010. године број становника је 3.084, што је 271 (-8,1%) становника мање него 2000. године.
| Група             | 2000.         | 2010.         |
| Белци             | 3.202 (95,4%) | 2.929 (95,0%) |
| Афроамериканци    | 35 (1,0%)     | 29 (0,9%)     |
| Азијати           | 28 (0,8%)     | 31 (1,0%)     |
| Хиспаноамериканци | 31 (0,9%)     | 24 (0,8%)     |
| Укупно            | 3.355         | 3.084         |